# Holochlora sumatrensis
Holochlora sumatrensis är en insektsart som beskrevs av Heinrich Hugo Karny 1927. Holochlora sumatrensis ingår i släktet Holochlora och familjen vårtbitare. Inga underarter finns listade i Catalogue of Life.